# Водни гъби
Водните гъби (Porifera) са тип животни, които обитават предимно дъното на топлите и солени морета и са едни от най-просто устроените многоклетъчни.

## Морфология
Тялото им обикновено има форма на ваза и е изградено от два пласта клетки – ектодерма и ендодерма. Ектодермата е външния дермален пласт, който е изграден от плоски епителни клетки, наречени панакоцити. Сред тях се разполагат по-едри клетки – пороцити, имащи вътреклетъчен канал, който се отваря на повърхността с пора. Ендодермата е вътрешния пласт, който е изграден от камшичести клетки – хоаноцити. Между двата клетъчни слоя се намира безструктнорно вещество – мезоглея. Сред мезоглеята се намират различно диференцирани клетки, с общо име – мезенхимни клетки. Те са амебоцити – фагоцитират, миоцити (вретенообразни клетки с миофибрили, склеробласти и спонгиобласти) участващи във формирането на скелета, звездовидни клетки коленцити (съединително-тъканни опорни елементи).
Повечето гъби имат вътрешен скелет, служещ за опора на тялото. Скелетните елементи са разположени основно в мезоглеята, но често излизат на повърхността на тялото. По своя състав скелетът може да е изграден от неорганични вещества – варовикови или кремъчни и от органично вещество – спонгин. Обикновено гъбите имат смесен тип скелет, при който неорганичните елементи са споени със спонгин. Неорганичния минерален скелет се състои от множество иглици – спикули, с разнообразна форма.
Стените на гъбите затварят централна празнина, наречена оскуларна или парагастрална празнина. Тя се съобщава с външната среда, чрез отвор – оскулум. Строежът на тялото на водните гъби може да се обособи в три основни типа – аксон, сикон и леукон:
- Гъбите от тип аксон имат тяло с форма на ваза с прикрепен долен край и свободен горен край, на върха на който се намира оскулума. Порите, пронизващи телесните празнини, водят в оскуларната празнина, която е покрита с хоаноцити.
- При гъбите от тип сикон, мезоглеята е удебелена, а каналите между вътрешните пори и мезоглеята са разширени и покрити с хоаноцити.
- При гъбите от тип леукон, мезоглеята е още по-дебела, а вътрешните канали са с множество разширения (камери), които също са покрити с хоаноцити.

## Класификация
Тип Водни гъби
- Клас Calcarea
- Клас Hexactinellida
- Клас Demospongiae – Рогови, Обикновени гъби

## Хранене
Чрез активно движение на камшичетата на хоаноцитите се образува воден поток. По този начин с водата в тялото навлизат различни дребни частици, бактерии и водорасли. Те се улавят от хоаноцитите и се предават в мезоглеята, където се смилат от амебоцитите. По такъв начин се извършва храненето на гъбите.

## Размножаване
Размножаването при водните гъби е безполово и полово с метаморфоза. Едни са хермафродитни, а други – разделнополови.

### Безполово размножаване
Безполовото размножаване се извършва чрез външно и вътрешно пъпкуване. При външното пъпкуване, външно оформилата се подутина нараства и формира нов индивид. Той се откъсва и дава началото на ново поколение. При колониалните форми, дъщерните индивиди не се отделят и така се увеличава обема на колонията. Вътрешното пъпкуване се извършва чрез т. нар. гемули и сорити. Вътрешното пъпкуване се осъществява от амебоцитите, които след натрупване на голямо количество храна се натрупват в мезоглеята и образуват сферични телца. След смъртта на гъбата гемулите се освобождават. От микропила (отвора на гемулата) излизат амебоцитите и дават началото на новата гъба. Соритите (образувани от морските гъби), за разлика от гемулите, началото на новия индивид се дава от една амебоцитна клетка, която дава началото на пасивно-плаваща ларва. След нарастването и тя се прикрепя.

### Полово размножаване
Половото размножаване се извършва чрез сливане на полови клетки образувани от археоцитите в мезоглеята. Сперматозоидите имат флагелуми и с помощта на водния ток напускат тялото на гъбата и навлизат в други индивиди и оплождат намиращите се в тях яйца. Формирането на ларвните стадии обикновено се извършва в майчиния индивид и при определен стадий ларвите я напускат.